# Sweeney Schriner
David »Sweeney« Schriner, kanadski hokejist ruskega rodu, * 30. november 1911, Saratov, Ruski imperij, † 4. julij 1990, Calgary, Alberta, Kanada.
Schriner je v ligi NHL igral pet sezon za klub New York Americans in šest sezon za Toronto Maple Leafs, Skupno pa odigral 484 tekem rednega dela, na katerih je dosegel 201 gol in 204 podaje, ter 59 tekem končnice, na katerih je dosegel osemnajst golov in enajst podaj. V sezonah 1935/36 in 1936/37 je bil najboljši strelec lige, v sezonah 1941/42 in 1944/45 pa je osvojil Stanleyjev pokal s klubom Toronto Maple Leafs. Leta 1962 je bil sprejet v Hokejski hram slavnih lige NHL.

## Pregled kariere
Odebeljeno - reprezentančni nastopi, glej tudi Statistika pri hokeju na ledu.
| Moštvo              | Liga  | Sezona  |    | Redni del | Redni del | Redni del | Redni del | Redni del | Redni del |   | Končnica | Končnica | Končnica | Končnica | Končnica | Končnica |
| ------------------- | ----- | ------- | -- | --------- | --------- | --------- | --------- | --------- | --------- | - | -------- | -------- | -------- | -------- | -------- | -------- |
| Moštvo              | Liga  | Sezona  | OT | G         | P         | T         | +/-       | KM        | OT        | G | P        | T        | +/-      | KM       |          |          |
| Syracuse Stars      | IHL   | 1933/34 |    | 44        | 17        | 11        | 28        |           | 28        |   | 4        | 0        | 0        | 0        |          | 0        |
| New York Americans  | NHL   | 1934/35 |    | 48        | 18        | 22        | 40        |           | 6         |   |          |          |          |          |          |          |
| New York Americans  | NHL   | 1935/36 |    | 48        | 19        | 26        | 45        |           | 8         |   | 5        | 3        | 1        | 4        |          | 2        |
| New York Americans  | NHL   | 1936/37 |    | 48        | 21        | 25        | 46        |           | 17        |   |          |          |          |          |          |          |
| New York Americans  | NHL   | 1937/38 |    | 48        | 21        | 17        | 38        |           | 22        |   | 6        | 1        | 0        | 1        |          | 0        |
| New York Americans  | NHL   | 1938/39 |    | 48        | 13        | 31        | 44        |           | 20        |   | 2        | 0        | 0        | 0        |          | 30       |
| Toronto Maple Leafs | NHL   | 1939/40 |    | 39        | 11        | 15        | 26        |           | 10        |   | 9        | 1        | 3        | 4        |          | 4        |
| Toronto Maple Leafs | NHL   | 1940/41 |    | 48        | 24        | 14        | 38        |           | 6         |   | 7        | 2        | 1        | 3        |          | 4        |
| Toronto Maple Leafs | NHL   | 1941/42 |    | 47        | 20        | 16        | 36        |           | 21        |   | 13       | 6        | 3        | 9        |          | 10       |
| Toronto Maple Leafs | NHL   | 1942/43 |    | 37        | 19        | 17        | 36        |           | 13        |   | 4        | 2        | 2        | 4        |          | 0        |
| Toronto Maple Leafs | NHL   | 1944/45 |    | 26        | 22        | 15        | 37        |           | 10        |   | 13       | 3        | 1        | 4        |          | 4        |
| Toronto Maple Leafs | NHL   | 1945/46 |    | 47        | 13        | 6         | 19        |           | 15        |   |          |          |          |          |          |          |
| Regina Capitals     | WCSHL | 1948/49 |    | 36        | 26        | 27        | 53        |           | 30        |   | 8        | 10       | 2        | 12       |          | 0        |
| Skupaj              |       |         |    | 564       | 244       | 242       | 486       |           | 206       |   | 71       | 28       | 13       | 41       |          | 54       |